# Ludwig Lachmann
Ludwig Maurits Lachmann (1 de febrero de 1906 - 17 de diciembre de 1990) fue un economista alemán que se convirtió en un miembro importante de la Escuela Austriaca de Economía.

## Formación y carrera
Lachmann obtuvo su Ph.D. de la Universidad de Berlín, donde se matriculó como estudiante de posgrado de 1924 a 1933. Se interesó por primera vez en la economía austriaca mientras pasaba el verano de 1926 en la Universidad de Zúrich. Se graduó en 1930 y pasó algunos años enseñando en la Universidad. Cuando Adolf Hitler subió al poder en 1933, Lachmann se trasladó a Inglaterra. En la London School of Economics fue alumno y más tarde colega de Friedrich Hayek, quien ocupaba la prestigiosa Cátedra Tooke y allí buscó "aliados en su batalla contra las teorías keynesianas de moda". Profundizó su interés en la Escuela Austriaca y fue uno de los pocos que eligió el lado de Hayek.
En 1948, Lachmann se trasladó a Johannesburgo, Sudáfrica, donde aceptó una cátedra en la Universidad de Witwatersrand. Permaneció allí hasta su jubilación en 1972. Su alumno Peter Lewin describió su influencia en Sudáfrica como "tranquila, limitada y moderada", bastante en contraste con sus años en Nueva York. Se desempeñó como presidente de la Sociedad Económica de Sudáfrica de 1961 a 1963.

## Renacimiento de la escuela austriaca, Nueva York, 1974-1987
Entre 1974 y 1987, Lachmann viajó a Nueva York cada año y colaboró en una investigación con Israel Kirzner, quien tenía la intención de revitalizar la escuela austriaca. Uno de los resultados de esta colaboración fue el "Seminario de Economía Austriaca", organizado por Lachmann, como profesor invitado en la Universidad de Nueva York, cada semestre de invierno de 1975 a 1987. Residía allí con su esposa durante cuatro meses consecutivos, y regresaba a Sudáfrica durante 12 años consecutivos. Una conferencia de 1974 sobre economía austriaca en el Royalton College, en South Royalton, Vermont, contó con Lachmann, Kirzner y Murray Rothbard, quienes desafiaron el keynesianismo imperante, atrajeron a 50 participantes : 373 y dio lugar a la publicación de un libro en 1976 titulado "Los fundamentos de la economía austriaca moderna".

## Aportaciones en economía
Lachmann llegó a creer que la Escuela Austriaca se había desviado de la visión original de Carl Menger de una economía completamente subjetiva. Para Lachmann, la teoría austriaca era un enfoque evolutivo o "genético-causal", en oposición a los modelos de equilibrio y conocimiento perfecto utilizados en la economía neoclásica dominante. Fue un firme defensor del uso de métodos hermenéuticos en el estudio de los fenómenos económicos. El "austrianismo fundamentalista" de Lachmann era raro ya que pocos economistas austriacos vivos se apartaban de la corriente principal. Subrayó lo que consideraba distintivo de esa corriente principal: el subjetivismo económico, el conocimiento imperfecto, la heterogeneidad del capital, el ciclo económico, el individualismo metodológico, el costo alternativo y el "proceso de mercado". Su tipo de austrianismo forma ahora la base de la vertiente "subjetivista radical " de la economía austriaca. Su obra influyó más tarde en los desarrollos estadounidenses de la escuela austriaca. Lachmann fue un amigo cercano y estaba estrechamente alineado intelectualmente con (aunque no estaban de acuerdo en algunos detalles más finos) con el economista austriaco Israel Kirzner.
Para conmemorar a Lachmann, su viuda estableció un fideicomiso para financiar la Beca de Investigación Ludwig M. Lachmann en el Departamento de Filosofía, Lógica y Método Científico de la London School of Economics.

## Investigación contemporánea en ciencias sociales
Las ideas de Lachmann continúan influyendo en la investigación contemporánea de las ciencias sociales. Muchas disciplinas científicas sociales se basan explícita o implícitamente en la teoría subjetiva del valor, desarrollada por Carl Menger y la Escuela Austriaca de Economía.

## Libros
- Preferencia por la incertidumbre y la liquidez. (1937).
- El capital y su estructura Archivado el 9 de agosto de 2017 en Wayback Machine., 1956, mises.org.
- El legado de Max Weber Archivado el 4 de marzo de 2016 en Wayback Machine., 1971, mises.org.
- Pensamiento macroeconómico y economía de mercado Archivado el 4 de marzo de 2016 en Wayback Machine., 1973, mises.org.
- De Mises a Shackle: un ensayo sobre la economía austriaca y la sociedad Kaleidica. En: Journal of Economic Literature 14 (1976), 54–62.
- Capital, expectativas y el proceso de mercado Archivado el 4 de marzo de 2016 en Wayback Machine., 1977, mises.org.
- El fluir de la legislación y la permanencia del orden jurídico. (1979).
- El rescate de las ideas. problemas del resurgimiento del pensamiento económico austriaco. (1982).
- L. M. Lachmann (1 de agosto de 1986). The Market as an Economic Process. New York: Basil Blackwell. pp. 173. ISBN 063114871X.
- Economía austriaca: un enfoque hermenéutico. (1990).
- El lugar de GLS Shackle en la historia del pensamiento subjetivista. (1990).
- D. Lavoie (editor): Expectativas y significado de las instituciones: ensayos en economía de Ludwig Lachmann. Routledge, Londres / Nueva York 1994.